# Ейскоукрепленское сельское поселение
Ейскоукрепленское сельское поселение — муниципальное образование в Щербиновском районе Краснодарского края России.
В рамках административно-территориального устройства Краснодарского края ему соответствует  Ейскоукрепленский сельский округ.
Административный центр и единственный населённый пункт — село Ейское Укрепление.

## Население
| 2010  | 2012  | 2013  | 2014  | 2015  | 2016  | 2017  |
| ----- | ----- | ----- | ----- | ----- | ----- | ----- |
| 2203  | ↘2189 | ↘2175 | ↘2144 | ↘2137 | ↘2115 | ↘2071 |
| 2018  | 2019  | 2020  | 2021  | 2023  |       |       |
| ↗2076 | ↗2087 | ↘2075 | ↘2030 | ↘1988 |       |       |

## Местное самоуправление
Главы сельского поселения
- Михаил Геннадьевич Найденко
- с 2.04.2023 года — Светлана Павловна Рассолова[14]